# Midland Square
Midland Square (яп. ミッドランド スクエア миддорандо Сукуэа) официально называется Toyota-Mainichi Building (яп. 豊田・毎日ビルディング тоёта майничи бирудингу) — многофункциональный небоскреб, расположен в районе Накамура города Нагоя, префектуры Айти. Строительство небоскреба было завершено 29 сентября 2006 года, официальное открытие произошло 6 марта 2007 года. Это самое высокое здание в городе Нагоя, в префектуре Айти и регионе Тюбу. Midland Square седьмой по высоте небоскрёб в Японии по состоянию на 2018 год. Имея высоту 247 метров, он немного выше, чем рядом расположенные башни штаб-квартиры Central Japan Railway Company. Midland Square располагает офисами многих компаний, включая Toyota Motor Corporation, Towa Real Estate и Mainichi Shimbun. В нём есть торговый центр с 60 фирменными магазинами, двумя автосалонами и кинотеатром. Он также имеет самую высокую смотровую площадку под открытым небом в Японии. Также следует отметить необычные двухэтажные лифты, которые всего за 40 секунд могут достигнуть крыши.

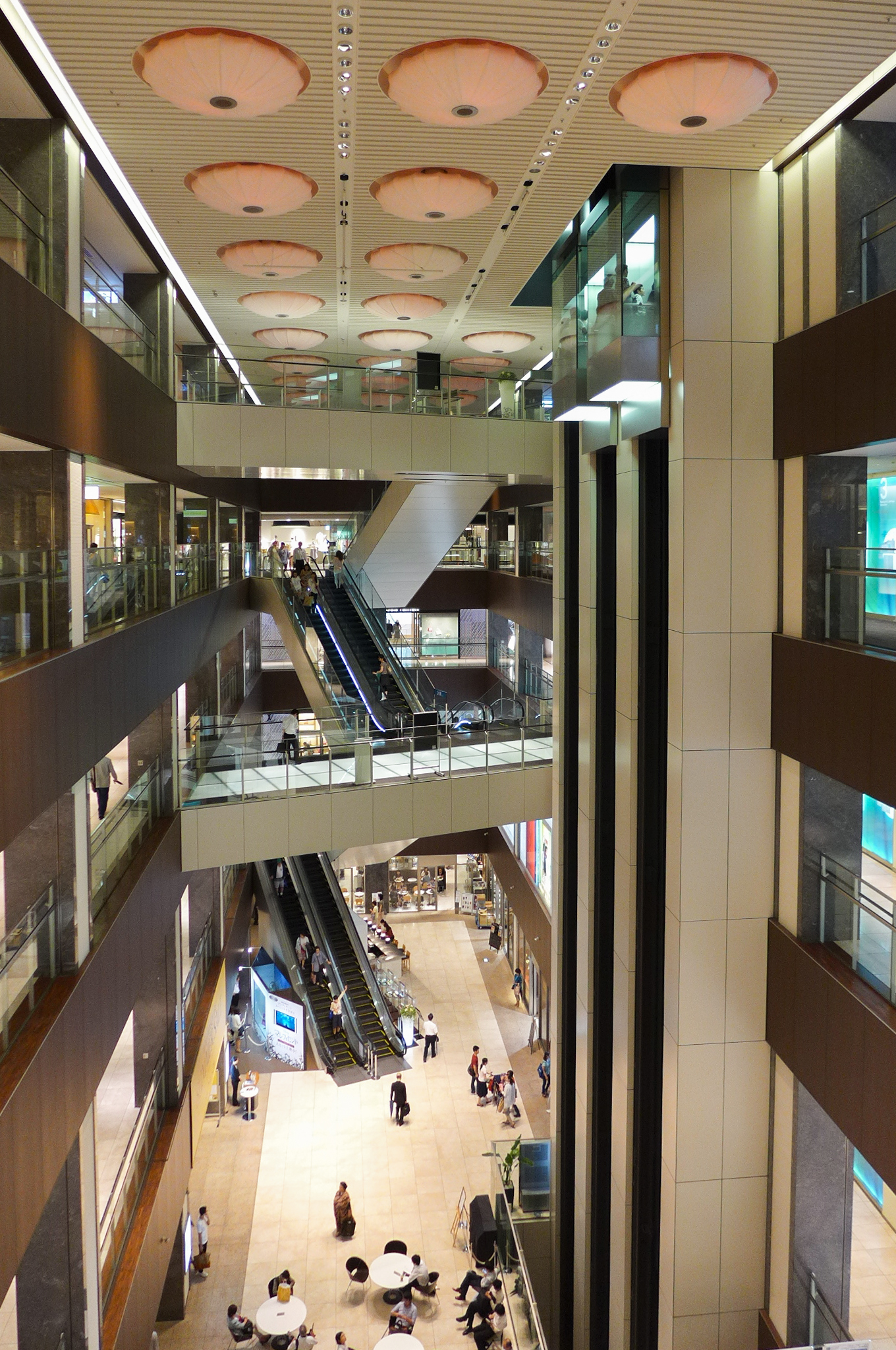
Торговый центр
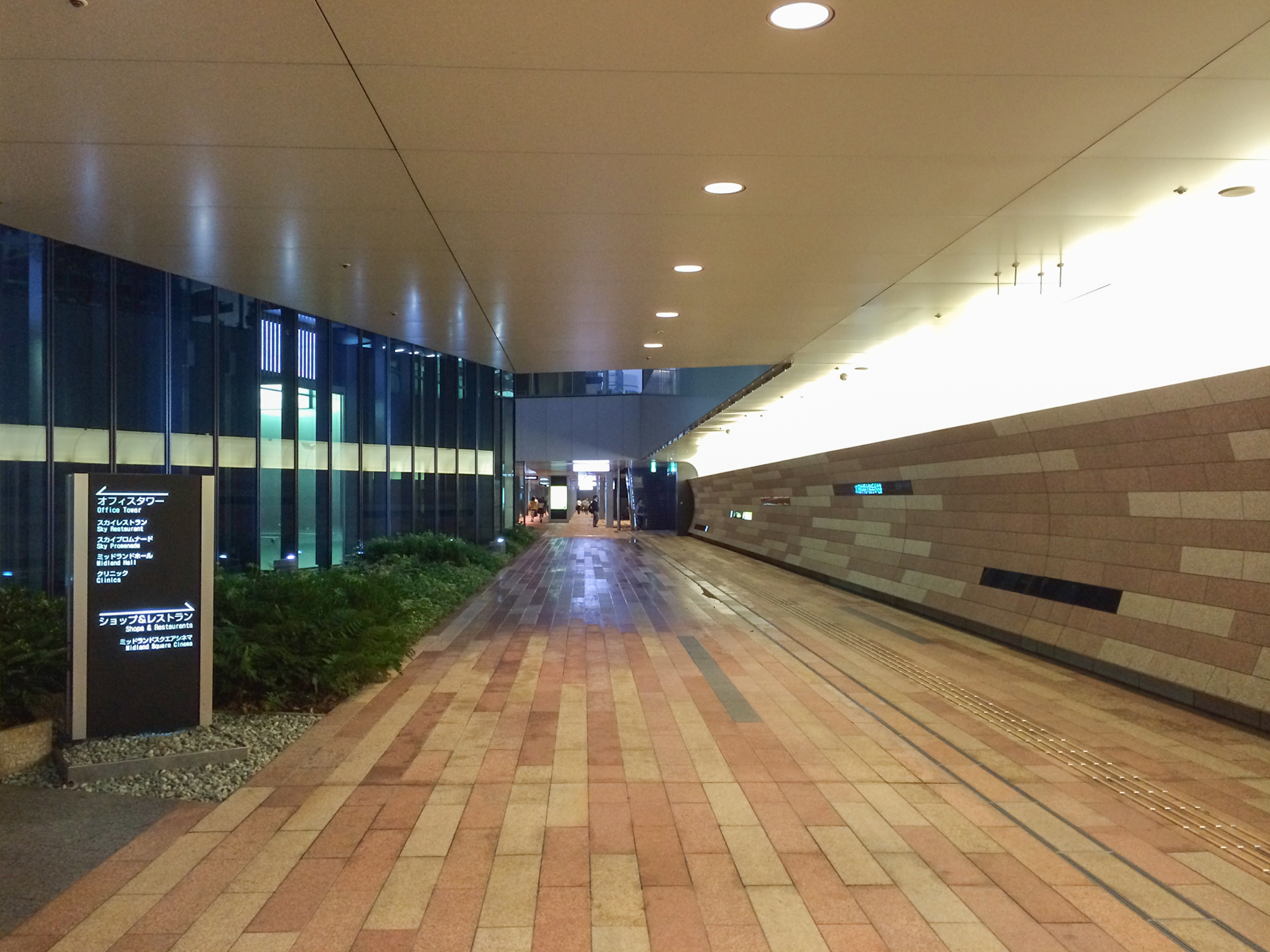
Подвальный вход
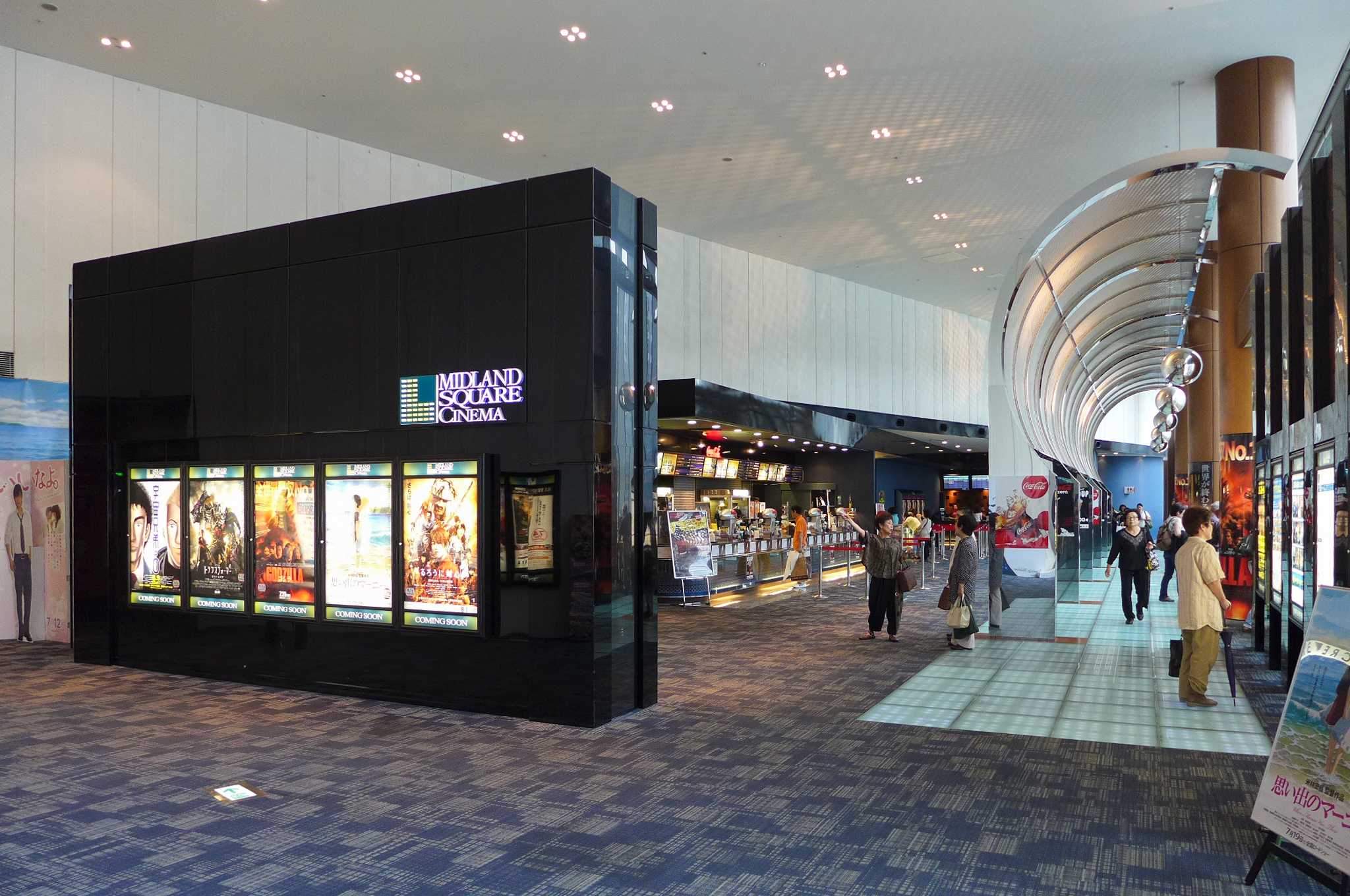
Midland Square Cinema
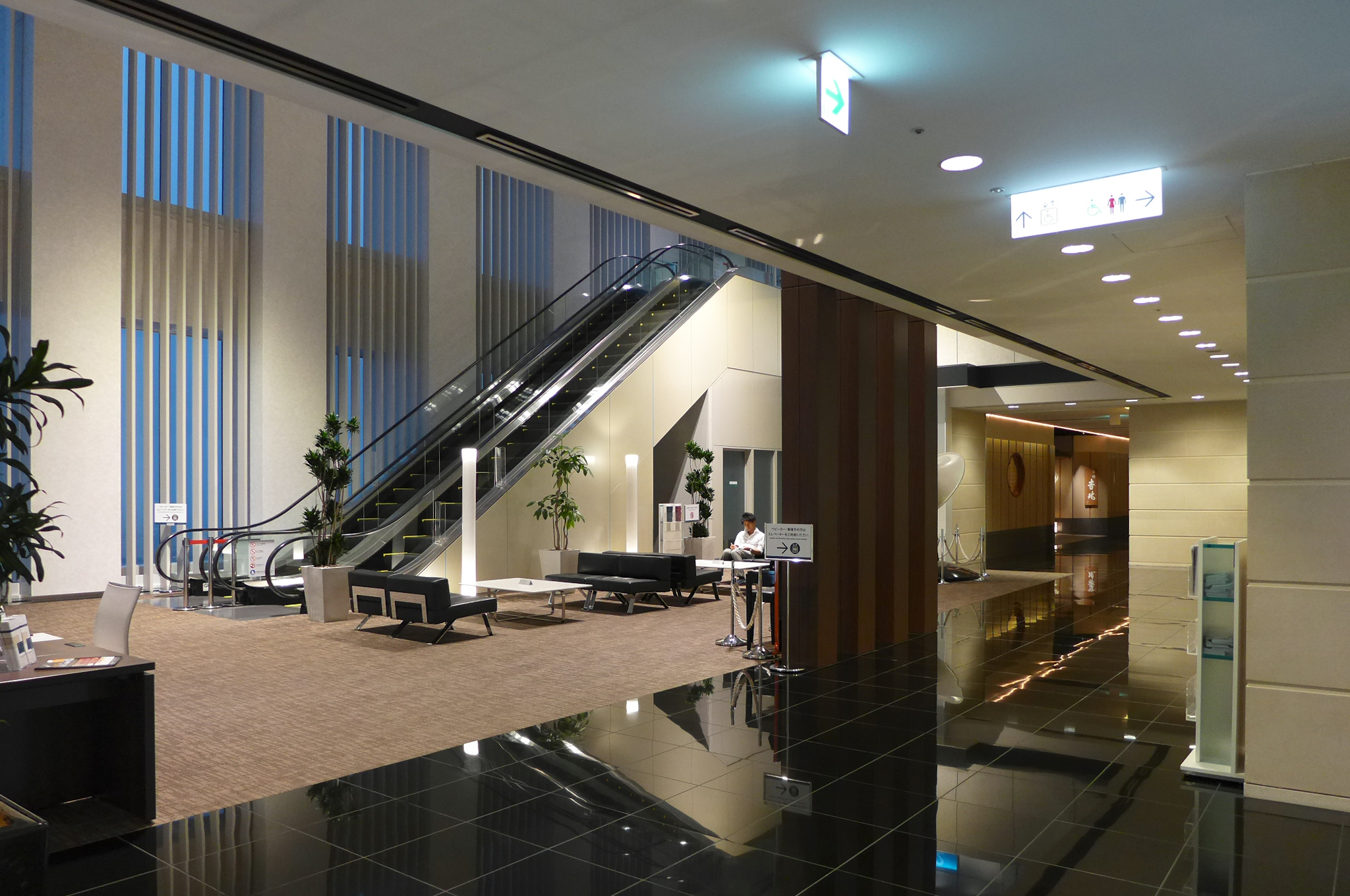
42/F Sky Lobby
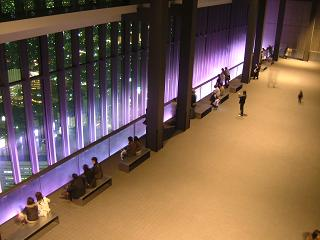
«Небесный променад» смотровая площадка
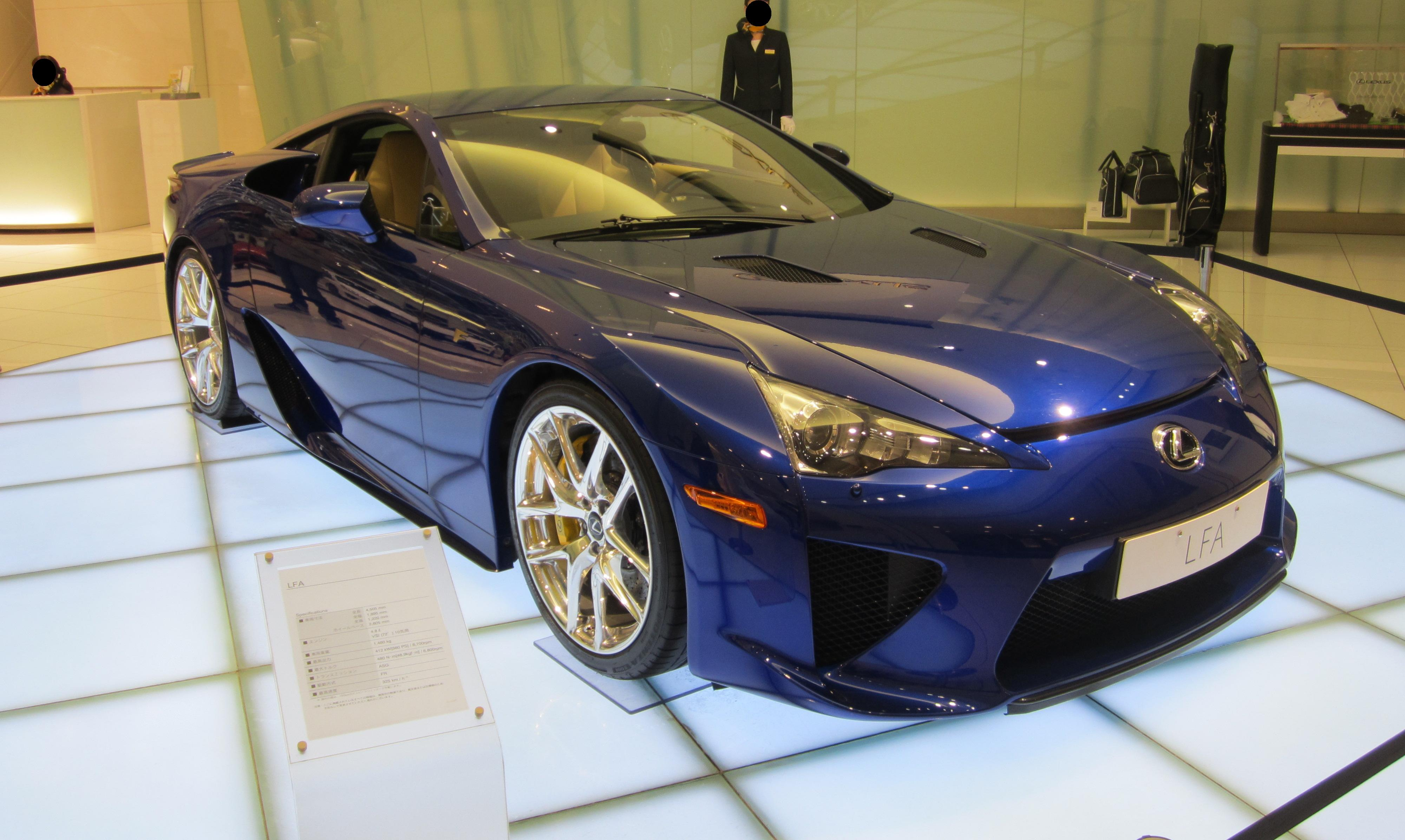
Lexus LFA в Midland Square
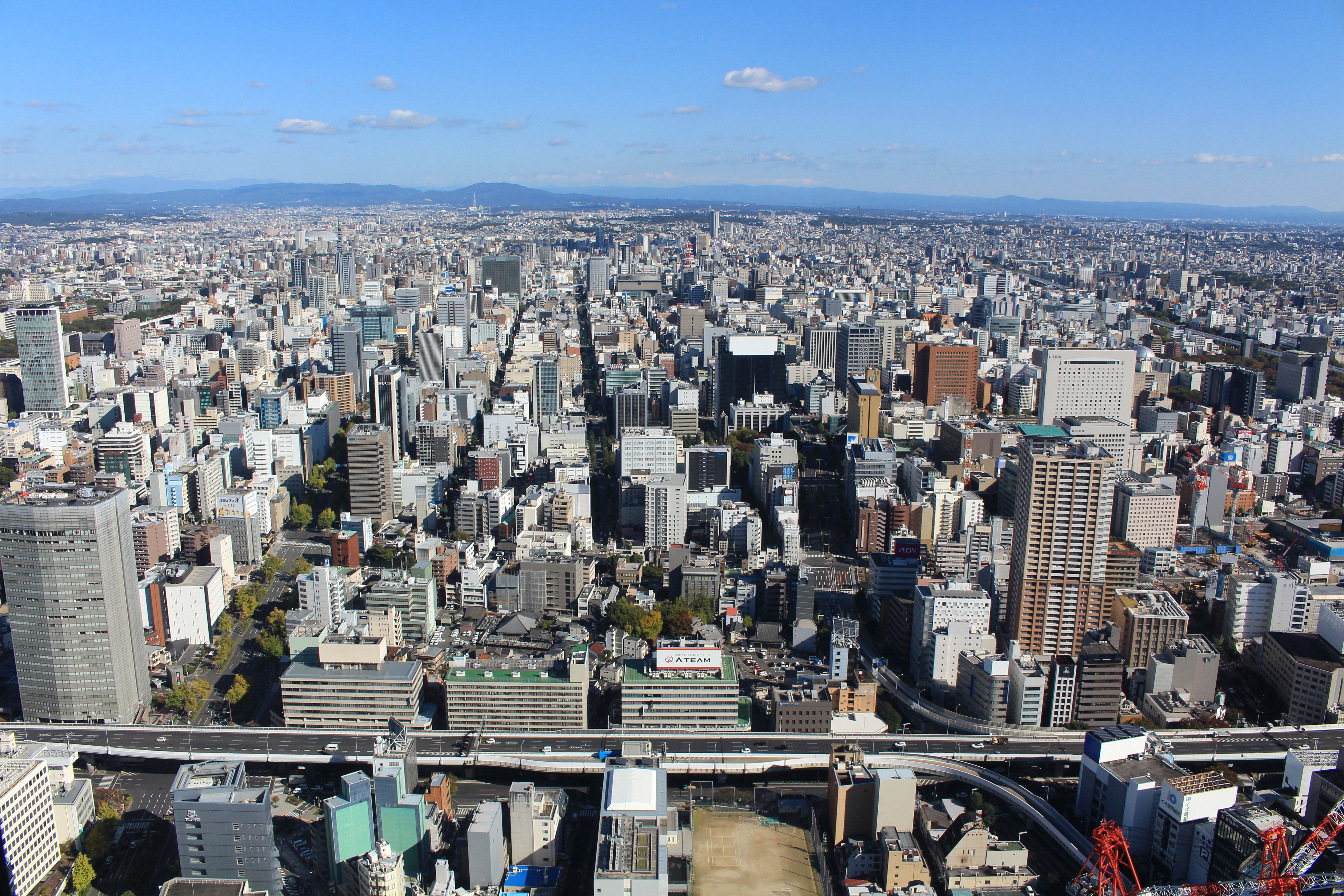
Вид квартала Сакаэ, района Нака, центра города Нагоя со смотровой площадки «Небесный променад»
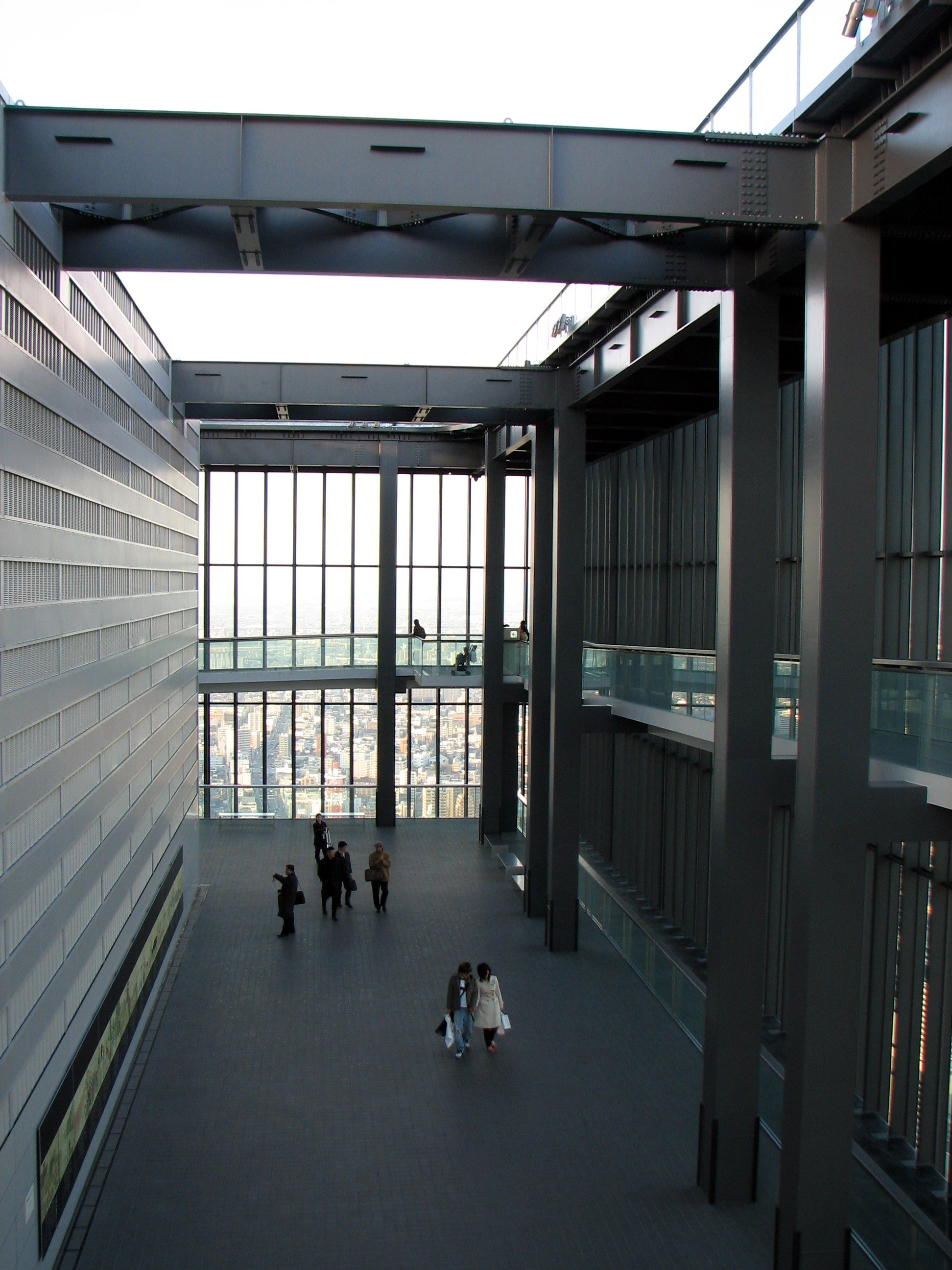
Смотровая площадка
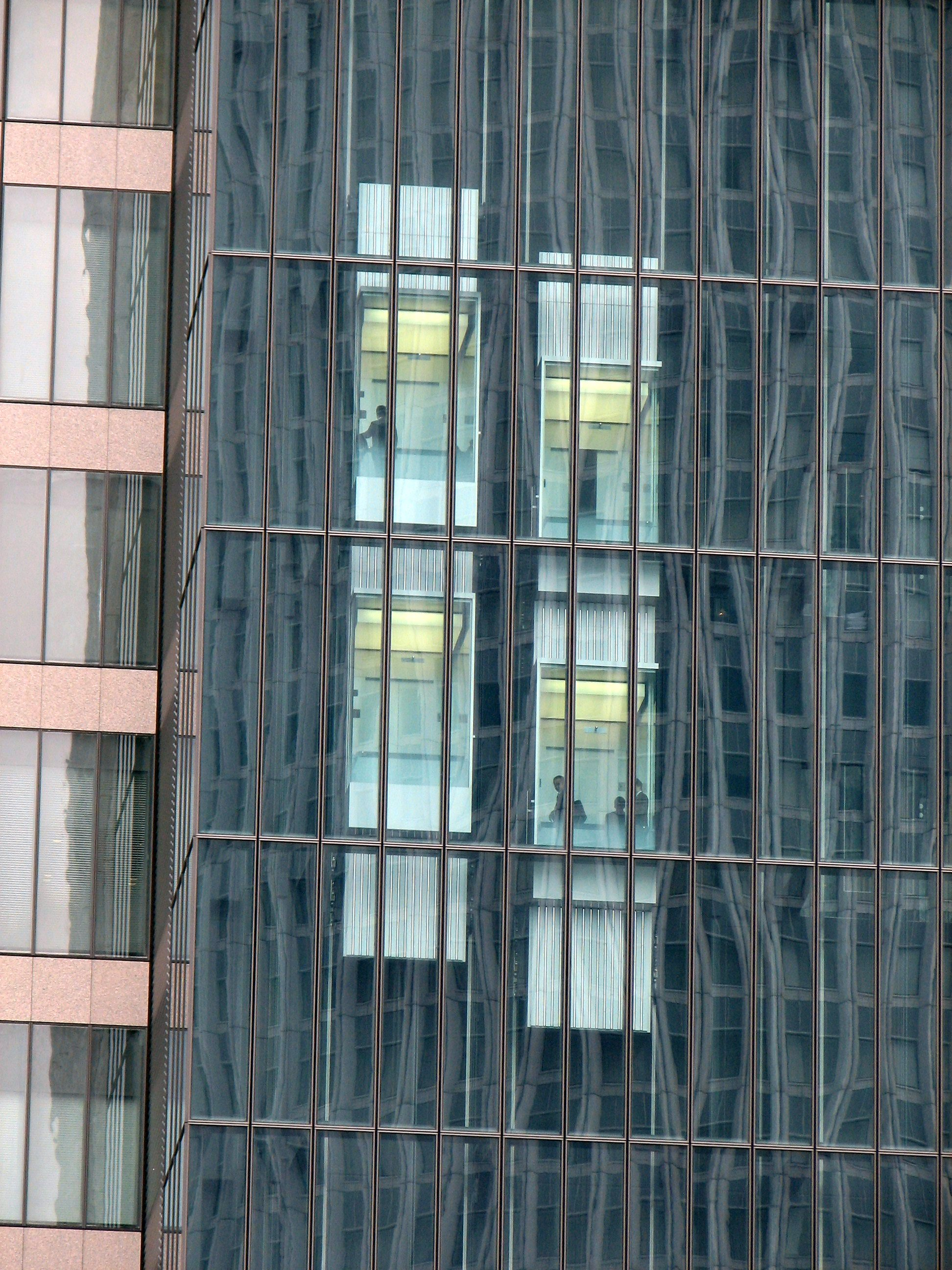
Первый в Японии двухэтажный лифт
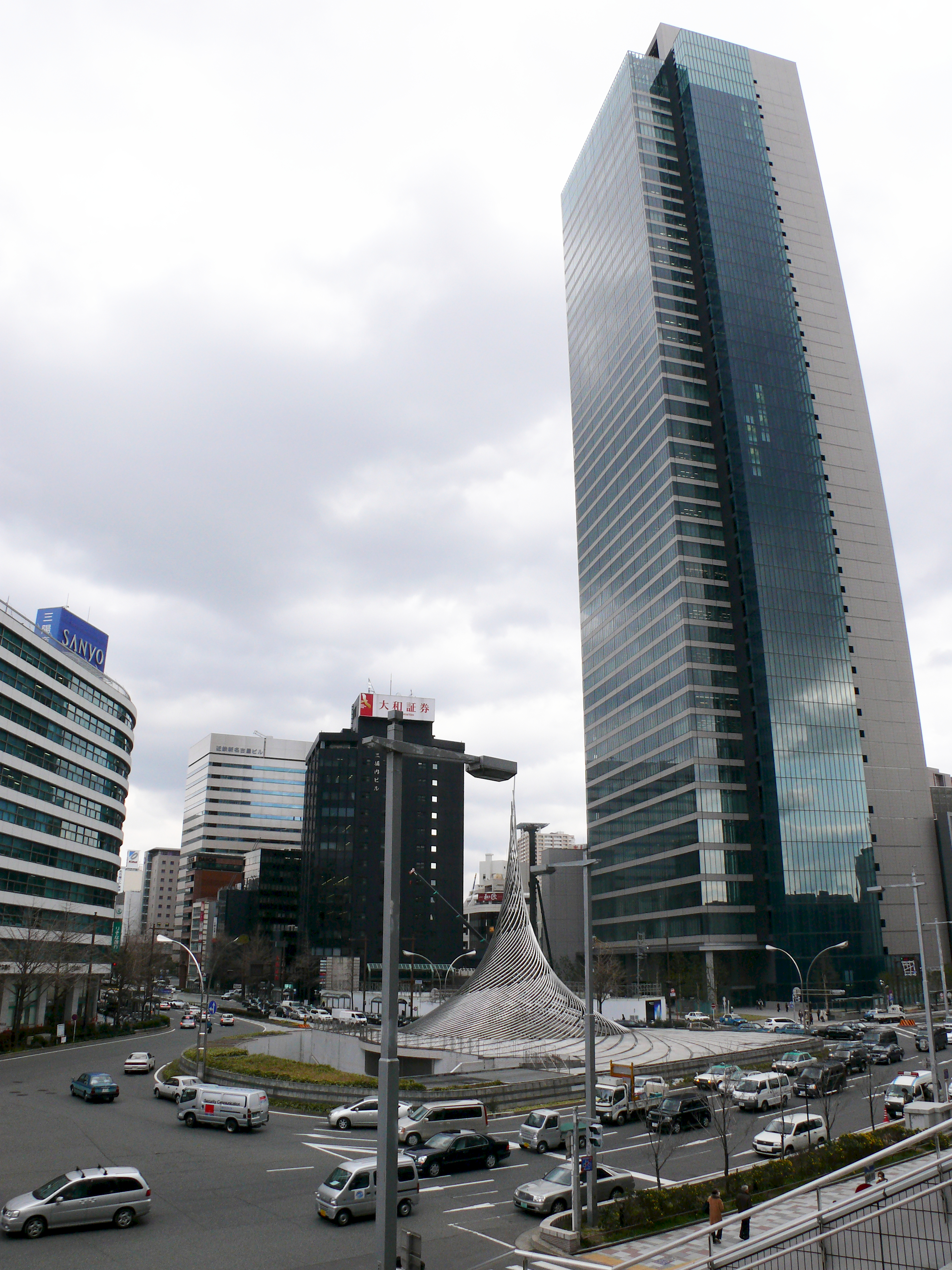
Midland Square март 2007 года